# Kilian Patour
Kilian Patour (Auch, 20 september 1982) is een Frans voormalig wielrenner.

## Belangrijkste overwinningen
2003
- Brussel-Zepperen
- 4e etappe Tour de la Manche
- Frans kampioen op de weg, Beloften

2004
- Grand Prix de la ville de Nogent-sur-Oise

2009
- 1e etappe Ronde van Qatar (Ploegentijdrit met Bradley Wiggins, Hans Dekkers, William Frischkorn, Martijn Maaskant, Michael Friedman, Huub Duyn, Ricardo van der Velde)

## Tourdeelnames
geen